# György Bokor
György Bokor (Budapest, 25 novembre 1928 – Budapest, 15 giugno 2014) è stato un cestista ungherese.